# Поречный остров
Поречный остров (иногда Поперечный, остров Любви) — остров в Ростовской области, на реке Дон.

## Описание
Площадь острова составляет 660 гектаров, размеры — 3 на 4 километра, по периметру 11 километров. Форма — треугольник, отдалённо напоминает сердце. Остров образовался благодаря разлому геологической коры. Под ним находится плита Северо-Донецкого кряжа, этим объясняются геомагнитные явления, которые оказывают влияние на флору и фауну. На территории острова есть два озера, которые практически высохли вследствие тёплого климата.
На острове весьма разнообразны ландшафты. На нём есть зоны степи и саванны, пустыни и лесов. Здесь гнездятся занесённые в Красную книгу орлан-белохвост и баклан. В 2000 году остров вошёл в список археологических памятников Ростовской области, но охрана как таковая не ведётся. Изучать остров учёные активно начали в 1990-х годах. Для туристов предлагается специальная экскурсия о тайнах Поречного острова.
Островные ландшафты изображены на картинах Василия Сурикова. В июле 1893 года эскизы к своей работе «Покорение Сибири Ермаком» он выполнил как раз на Поречном. Натурщиками выступили местные казаки Арсений Ковалев, Антон Тузов, Макар Агарков. На Поречном даже есть Ермакова роща и Ермаков лес.

## История
Есть данные, что на острове располагались селения людей в каменном, бронзовом и железном веках (VIII в. до н. э.), а также в Средневековье, во время Великого переселения народов. А в V веке н. э. остров подвергся нашествию гуннов.
На острове находился первый войсковой центр донских казаков. В островном городке проходили собрания атаманов, где решали, куда направиться в военный поход. А в период правления Ивана Грозного была идея постройки на острове московского города. В переписках с атаманами шла речь о том, что на острове достаточно строительного леса для целей градостроения.
Существуют версии, записанные в 1950-е годы, что на острове находилось казацкое селение, «ростовский городок». Организовывались поисковые исследования. Найдены исторические материалы, в архивах времён Ивана Грозного обнаружили переписку с донскими атаманами. Один из наиболее старых документов датируется 1570 годом. Царь направил атаманам письмо, предложив военно-политический союз и службу Московскому государству, за что пообещал вознаграждение.

## Археология
С археологической точки зрения наибольшую ценность на острове представляет Матюхин бугор. В 1994 году ростовский археолог Александр Смоляк открыл здесь уникальное захоронение — погребение катакомбной культуры. В нем находился сильно истлевший скелет в скорченном положении, на правом боку, голова обращена на восток. Дно камеры было усыпано охрой. Было установлено, что останки принадлежат древнему булгару, жившему в 670 году нашей эры. Особенность находки в том, что погребальный набор воина остался нетронутым — железная броня, лук с костяной обкладкой, украшенной узором, двуручный меч, колчан со стрелами. Рукоятка меча украшена синим камнем. Позднее исследователи сделали вывод, что этот двухметровый витязь был основным военачальником хана Аспаруха.
Помимо этого на Матюхином бугре исследователи нашли несколько парных погребений мужчин и женщин. В Эрмитаже демонстрируется костяная проколка с геометрическим узором III—IV веков до нашей эры, которую также нашли на Поречном острове.
Однако в последние годы остров часто становился жертвой «чёрных копателей». Наиболее ценный материал, который мог бы предоставить учёным датировки по истории раннего казачества, почти весь отсюда вывезен. По всей территории острова разбросано большое количество воронок и ям, которые оставляют после себя «чёрные археологи».